# 우쯔쉐위안루역

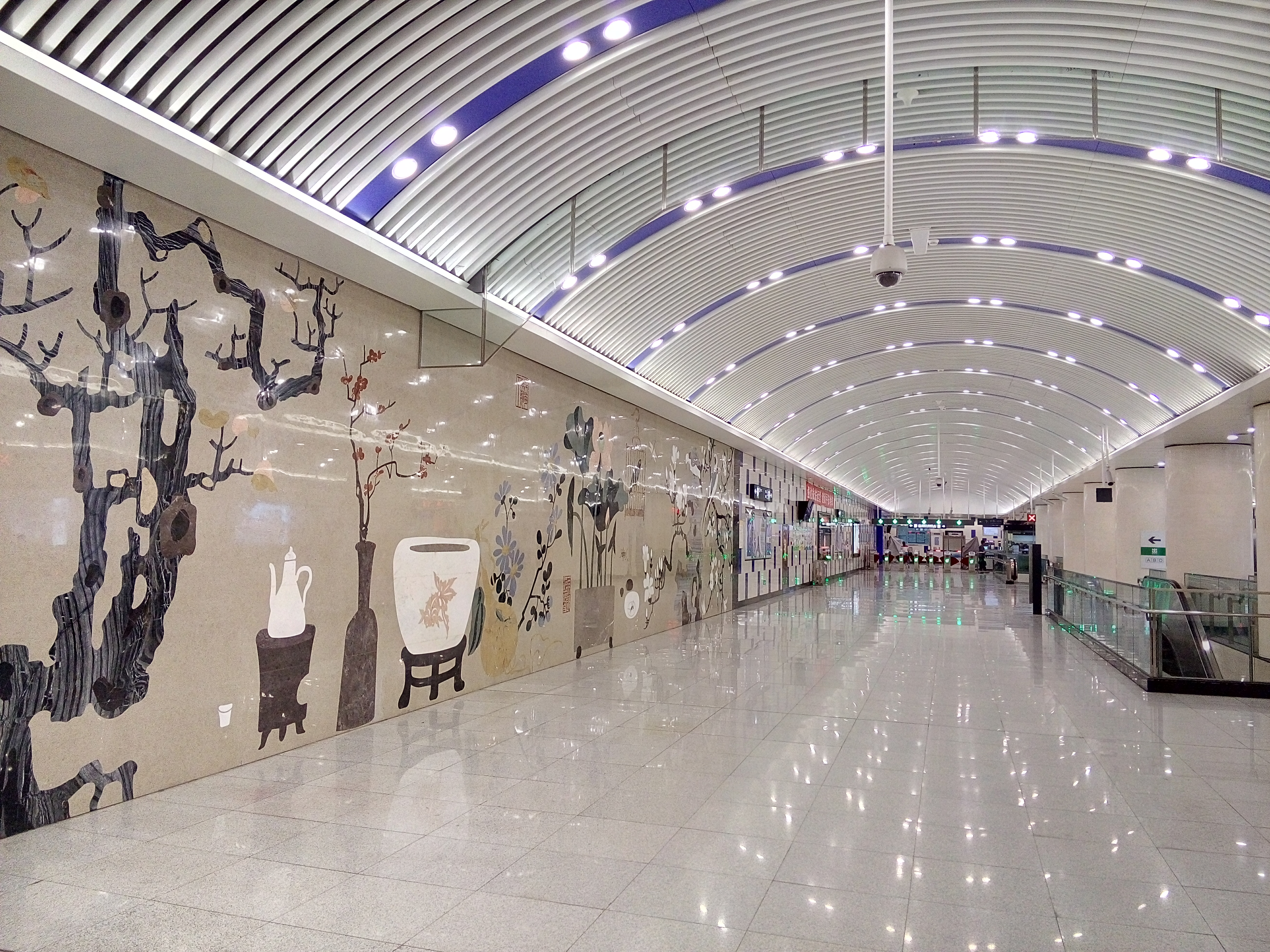
대합실층 및 벽화 《저녁 하늘에 눈이 오려나(晚来天欲雪)》(2015년 6월)

우쯔쉐위안루역(중국어: 物资学院路站, 건설기간 동안에는 우쯔쉐위안역(物资学院站))은 베이징시 퉁저우구 융순진 차오양 북로에 위치한 베이징 지하철 6호선의 역이다. 2014년 12월 28일 6호선 2차 개통과 함께 개장되었다.

## 위치
우쯔쉐위안루역은 퉁저우구 차오양 북로(동서향)와 우쯔쉐위안로(남북향) 교차로에 동서로 배치되어 있다.

## 역 구조

### 층별 구조
우쯔쉐위안루역은 지하 2층역으로, 지하 굴착식으로 건설되었고, 섬식 승강장으로 설계되었다.
| 지면층          | 출구                            | A—D출구                          |
| 지하 1층        | 대합실                          | 고객 센터, 자동발매기, 개집표기  |
| 지하 2층 승강장 | ←                               | ■ 6호선 진안차오 방면 (차오팡)   |
| 지하 2층 승강장 | 섬식 승강장, 왼쪽 출입문이 열림 |                                  |
| 지하 2층 승강장 | →                               | ■ 6호선 루청 방면 (퉁저우베이관) |

### 출구
본역에는 총 3개의 출구가 있다.:
|                         | |      |  |
| 출구                    | 출구 인근 | 사진 |  |
| 出口 · A                | 차오양 북로(朝阳北路), 시푸허위안 소구(西富河园小区), 베이징 우쯔 학원(物资学院), 퉁다쓰후이(通达四惠)가구 건축자재 플라자 |      |  |
| 出口 · B                | 차오양 북로, 베이징 우쯔 학원, 시푸허위안 소구, 천사량원                                                                   |      |  |
| 出口 · D                | 차오양 북로, 우쯔쉐위안로(物资学院路), 천사량원1기(天赐良园一期)                                                           |      |  |
| 아이콘 설명: 엘리베이터 | |      |  |